# Johannes Daun
Johannes Daun, född 1984, är en svensk historiker. Daun disputerade 2016 vid Institutionen för historiska studier, Göteborgs universitet. Han är verksam som 1:e antikvarie på Textilmuseet i Borås.